# Тібурон (острів)

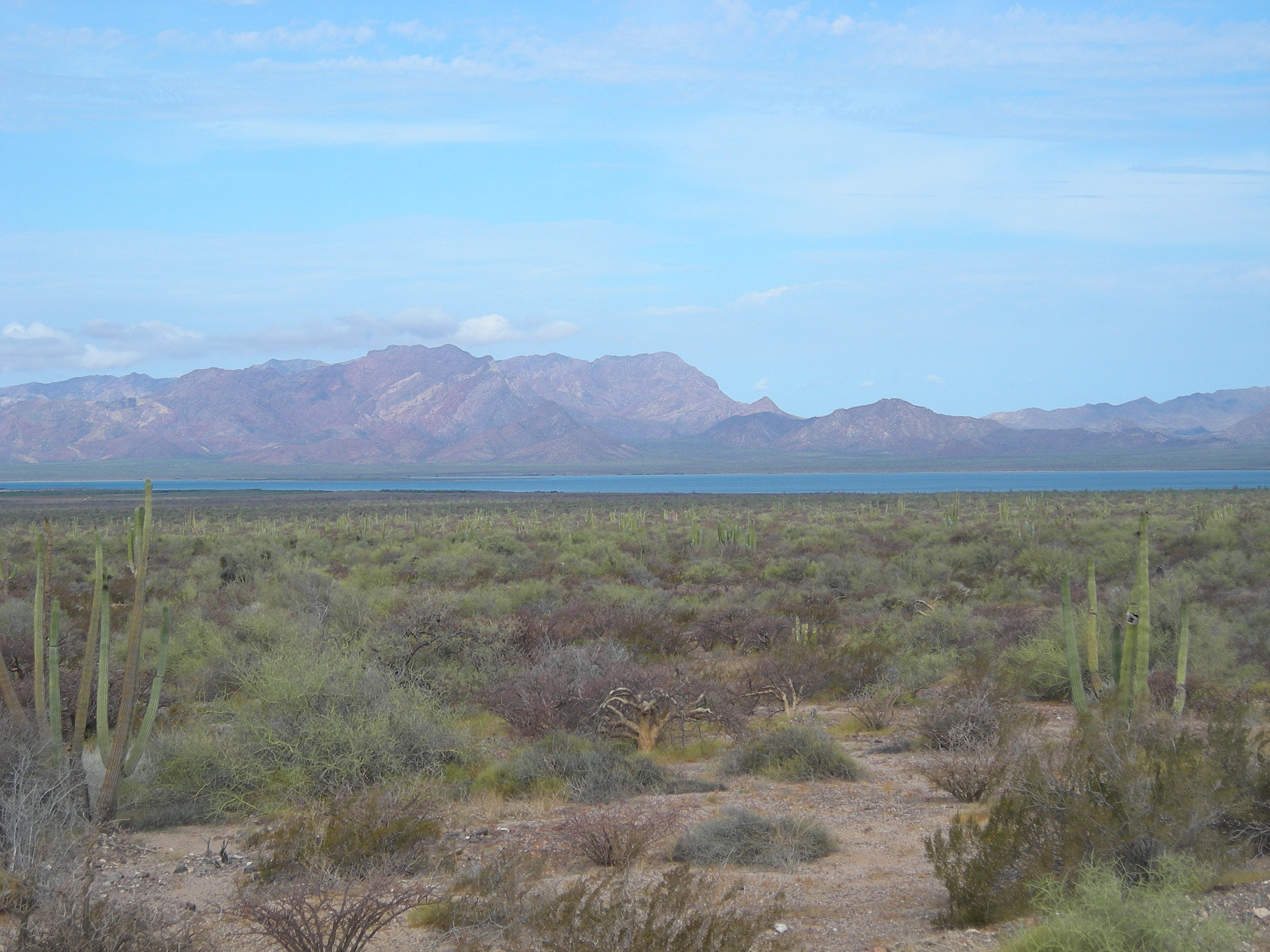
Вид на Тибурон з боку материка

Острів Тібурон (ісп. Tiburón, сері,Tahejöc /taˡʔɛxʷk/) — острів у  Каліфорнійській затоці, територія  Мексики. Площа 1201 км². Входить до складу штату  Сонора, муніципалітет Ермосійо.

## Етимологія
Tiburón у перекладі з  іспанської мови означає «акула».

## Географія
Острів є найбільшим островом Мексики і Каліфорнійського затоки. Зі сходу відділений від материка вузькою протокою ( Canal del Infiernillo ), у північно-західному напрямку від Тібурона знаходиться інший великий острів затоки  Анхель-де-ла-Гуарда.

## Історія
З давніх часів острів був заселений індіанським плем'ям  сері. У 1963 році оголошений природним заповідником. Указом від 1975 року президента Мексики  Л. Ечіверрії Альвареса острів Тибурон визнаний власністю племені сері.